# Rachad Chitou
Rachad Chitou   (República Popular de Benín, 18 de setembre de 1976) és un exfutbolista beninès de la dècada de 2000.
Fou internacional amb la selecció de futbol de Benín. Pel que fa a clubs, destacà a Wikki Tourists. Posteriorment fou entrenador a Avrankou Omnisport.